# Nizozemsko na Letních olympijských hrách 1924
Nizozemsko na Letních olympijských hrách 1924 ve francouzské Paříži reprezentovala výprava 177 sportovců, z toho 168 mužů a 9 žen v 17 sportech.

## Medailisté
| Medaile | Jméno | Sport      | Disciplína                          |
| ------- | --- | ---------- | ----------------------------------- |
| Zlato   | Ko Willems                                                                                                   | Cyklistika | Muži 50 km                          |
| Zlato   | Adolph van der Voort                                                                                         | Jezdectví  | Jezdecká všestrannost – jednotlivci |
| Zlato   | Adolph van der Voort Gerard de Kruijff Charles Pahud de Mortanges                                            | Jezdectví  | Jezdecká všestrannost – družstvo    |
| Zlato   | Teun Beijnen Wilhelm Rösingh                                                                                 | Veslování  | Muži Coxless Pairs                  |
| Stříbro | Jacob Meijer                                                                                                 | Cyklistika | Muži 1 000 m sprint                 |
| Bronz   | Jacob Boot Harry Broos Jan de Vries Marinus van den Berge                                                    | Atletika   | Muži štafeta 4 × 100 m              |
| Bronz   | Gerard Bosch van Drakestein Maurice Peeters                                                                  | Cyklistika | Muži 2 000 m tandem                 |
| Bronz   | Arie de Jong Jetze Doorman Hendrik Scherpenhuijzen Jan van der Wiel Maarten van Dulm Henri Wijnoldij-Daniëls | Šerm       | Družstvo mužů šavle                 |
| Bronz   | Kornelia Boumanová Hendrik Timmer                                                                            | Tenis      | Smíšená čtyřhra                     |
| Bronz   | Robert Carp Johannes Guépin Jan Vreede                                                                       | Jachting   | Muži třída 6 m                      |